# Maryvonne et Bruno Robineau
Pour les articles homonymes, voir Robineau.
Maryvonne Robineau (née en 1957) et Bruno Robineau (né en 1954), sont un couple d’écrivains-voyageurs français. Après avoir fait le tour du monde pendant huit années, ils réalisent des documentaires audiovisuels et des livres sur leurs voyages. Ils témoignent de la rencontre interculturelle et contribuent  à faire connaître la langue internationale espéranto.

## Biographie
Bruno Robineau est né en Maine-et-Loire, dans une famille paysanne et a exercé lui-même la profession d’agriculteur jusqu’en 1984. Son milieu ne le prédisposait pas au voyage, mais depuis son enfance, il avait conçu le rêve de faire le tour du monde pour aller rencontrer les hommes.
Avec son épouse, Maryvonne  Robineau, ils ont voyagé de par le monde en stop pendant huit années en appliquant un principe de troc : échanger son travail contre gîte et couvert. Ils ont posé leurs sacs à dos en divers points du globe pour partager le quotidien des familles, le plus souvent villageoises, participant aux travaux des champs et de la maison, pour être nourris et logés en échange. 
Ils ont ainsi récolté les lentilles dans la plaine du Gange en Inde, planté le riz en Corée, enseigné l’espéranto à l’université de Chengdu en Chine, participé à un projet d’afforestation avec les aborigènes australiens, et vécu avec les Indiens Aymaras sur les hauts-plateaux de Bolivie.
Leurs séjours dans une famille durent de quelques semaines à quelques mois pour appréhender une réalité culturelle et tisser des liens, pour apprendre à se connaître, se comprendre et s’apprécier mutuellement.
Ils sont polyglottes et parlent, entre autres, la langue internationale espéranto qui dispose de réseaux d’accueil à travers le monde entier, réseaux dont ils ont largement bénéficié durant tous leurs voyages, notamment Pasporta Servo, réseau d'hébergement gratuit présent dans près d'une centaine de pays.
De retour en France, ils continuent leurs voyages en famille. Avec leurs deux enfants originaires de Bolivie et du Vietnam, ils ont fait de longues randonnées en Roumanie dans la région du Maramures, puis ont parcouru le chemin de Compostelle par la voie de Vézelay, accompagnés de deux ânes. Ils proposent des ateliers d'espéranto ainsi que des conférences pour présenter leur expérience au grand public.

## Publications et réalisations audiovisuelles
- Huit ans autour du monde, Éd. Opéra, Nantes, 1997,  (ISBN 2908068435), 6e édition, 2015
  - Livre traduit en espéranto sous le titre Ili vivis sur la tero, ok jaroj da migrado ĉirkaŭ nia planedo, 1998,  (ISBN 2908068966)
- Roumanie vagabonde, Éd. Opéra, 2e édition, 2007
- Compostelle en famille, Éd. Opéra, 2e édition, 2007